# Madinat as-Sadis min Uktubar
Madinat as-Sadis min Uktubar (arabisch مدينة السادس من أكتوبر, DMG Madīnat as-Sādis min Uktūbar, deutsch Stadt des 6. Oktober, englisch 6th of October City) ist eine ägyptische Stadt im Gouvernement al-Dschiza in der Metropolregion Kairo.

## Lage
Stadt befindet sich ca. 17 Kilometer westlich des Pyramidenplateaus von Gīza und 32 Kilometer vom Kairoer Stadtzentrum entfernt. Die Stadt nimmt heute eine Fläche von etwa 400 Quadratkilometern ein. 2017 lebten hier ca. 350.000 Menschen.

## Geschichte
Die Stadt wurde durch den Erlass 504 des Präsidenten Anwar as-Sadat 1979 neu gegründet. Zur Bekämpfung informeller Siedlungen im Großraum Kairo ließ dieser den Bau von dreizehn Satellitenstädten anordnen, zu denen neben Madinat as-Sadis min Uktubar auch Madinat al-Aschir min Ramadan und al-Ubur gehörten. Madinat al-Aschir min Ramadan wurde ab 1978 als Planstadt errichtet.
Der Name der Stadt leitet sich vom Oktoberkrieg 1973 (auch als Jom-Kippur-Krieg bekannt) ab. Am 6. Oktober 1973 überquerten ägyptische Streitkräfte den Sueskanal und durchbrachen die strategisch wichtige Bar-Lew-Linie. Auch wenn die ägyptischen Streitkräfte am Ende keinen Sieg verbuchen konnten, gilt dies als bedeutendste Militäraktion unter Sadat. In der Folge fanden Friedensverhandlungen statt, der Friedensvertrag zwischen Ägypten und Israel wurde 1979 geschlossen. Der 6. Oktober ist auch der Feiertag der ägyptischen Streitkräfte.
Im April 2008 wurde die Stadt Hauptstadt des neu gegründeten Gouvernements as-Sadis min Uktubar, das aber am 14. April 2011 wieder aufgehoben wurde.

## Wirtschaft
Neben zahlreichen Universitäten verfügt die Stadt auch über einen ausgedehnten Industriepark. Hier ist vorwiegend die ägyptische Automobilindustrie angesiedelt. Zu finden sind hier die Bavarian Auto Manufacturing S.A.E. (BMW), die Egyptian German Automotive S.A.E. (Mercedes-Benz), die General Motors Egypt S.A.E (General Motors/Al-Monsour), die Modern Motors S.A.E. (Nissan/Seoudi), wie auch die Suzuki Egypt S.A.E. (Suzuki/Seoudi).
Bis 2022 wird von einem Konsortium mit deutscher Beteiligung ein Trockenhafen in Madinat as-Sadis min Uktubar errichtet.
Das Smart Village ist eine 2001 gegründeter Stadtteil, in welchem viele große Firmen ansässig sind.

## Bildung
In Madinat as-Sadis min Uktubar gibt es zahlreiche private Universitäten.

### Liste der Universitäten
- Modern Sciences and Arts University
- Universität des 6. Oktobers
- Ahram Canadian University
- Misr Universität für Wissenschaft und Technologie
- Nil-Universität
- Akhbar El Youm Academy
- Higher Institute of Applied Arts
- Higher Institute of Science and Technology
- The Higher Institute of Engineering
- The Higher Technological Institute
- Universität Kairo in El-Sheikh Zayed

## Sport
In Madinat as-Sadis min Uktubar gibt es die Handballhalle Dr Hassan Moustafa Indoor Sports Complex mit einer Kapazität für 4.500 Besucher. Diese wurde bei der Handball-Weltmeisterschaft der Männer 2021 genutzt.
In der Stadt befindet sich der Hauptsitz der Confédération Africaine de Football (CAF).

## Kultur und Sehenswürdigkeiten
Im 7. Distrikt befindet sich die el-Ḥuṣarī-Moschee (arabisch مسجد الحصري). Die Moschee ist nach dem Scheich und Koranrezitator Maḥmūd Chalīl el-Ḥuṣarī († 1980) benannt.

## Galerie

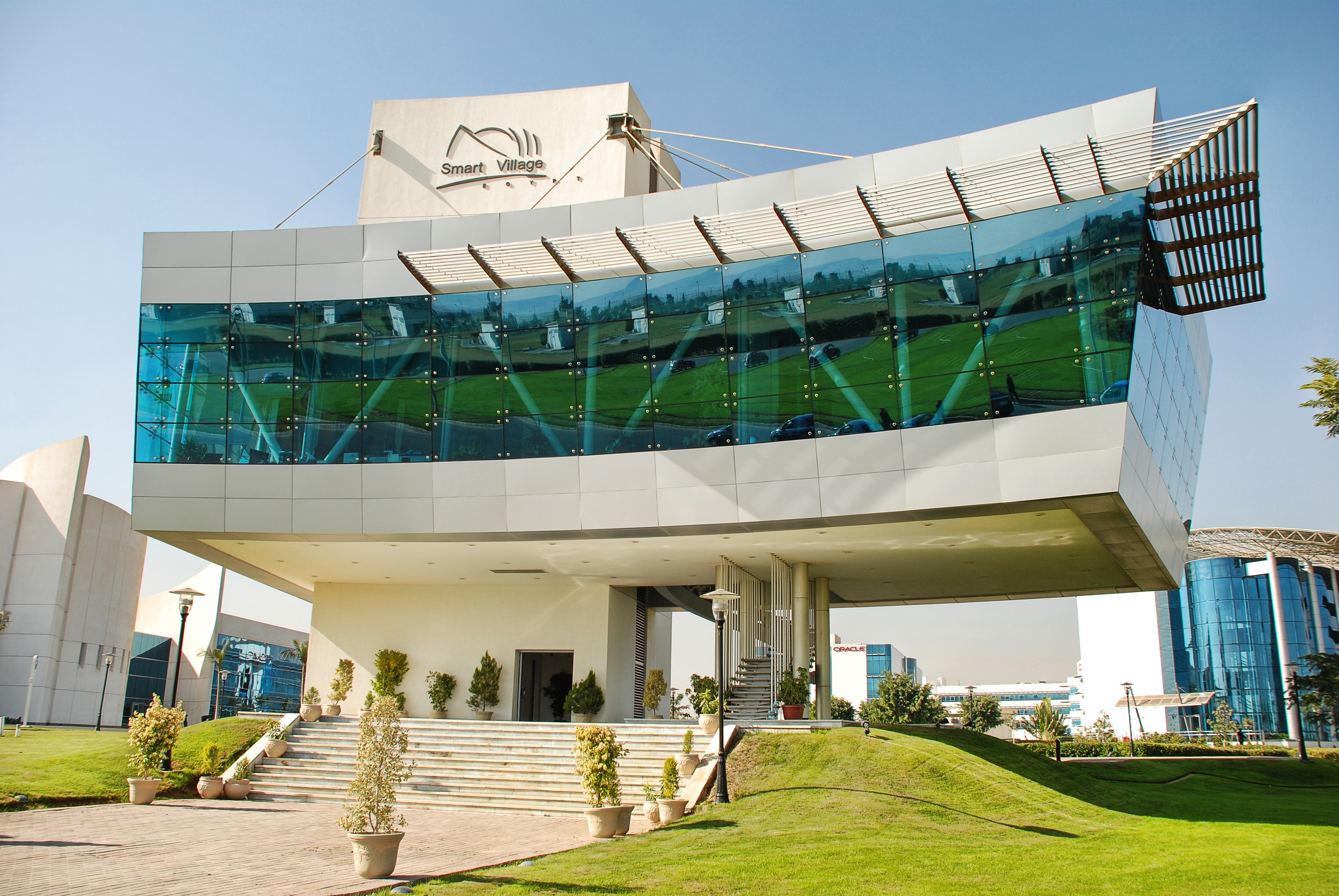
"The Pavilion" im Smart Village
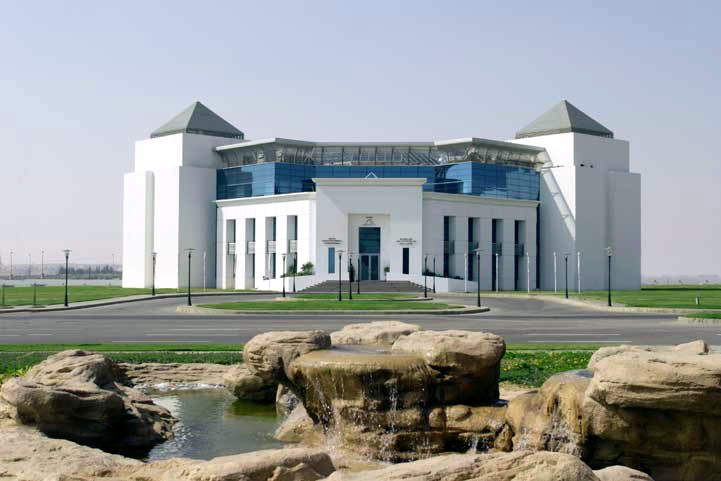
Zentrum für die Dokumentation des Kultur- und Naturerbes
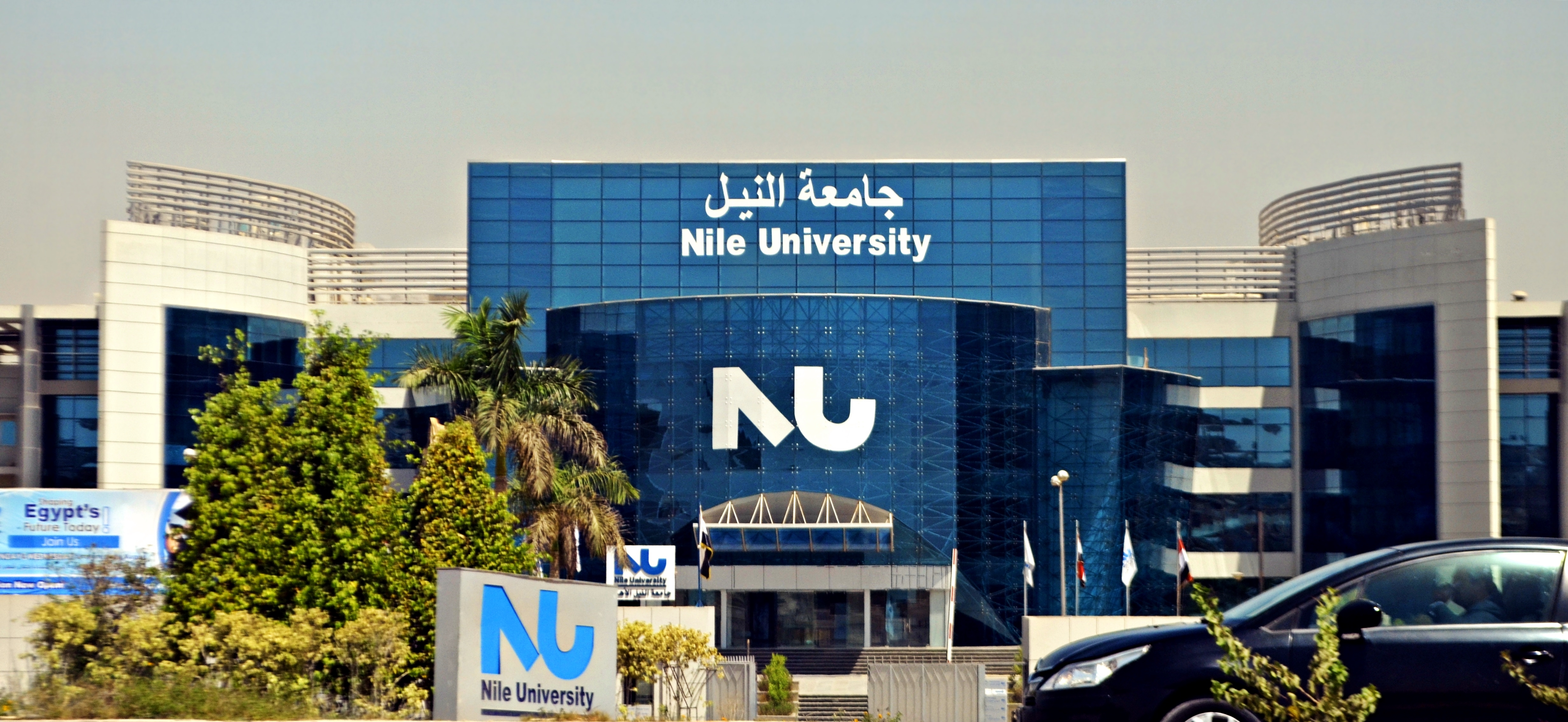
Nil-Universität
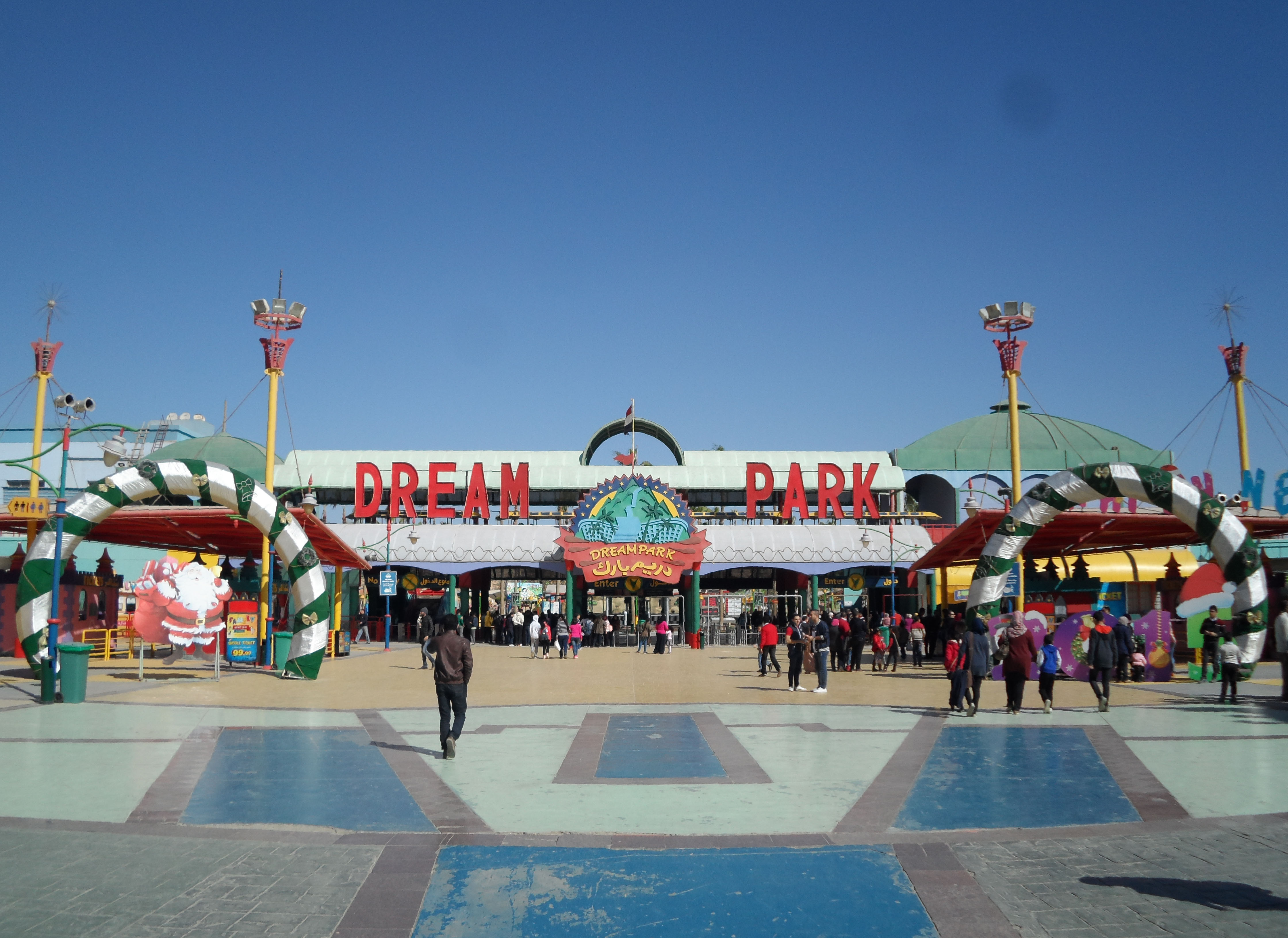
"Dream park"
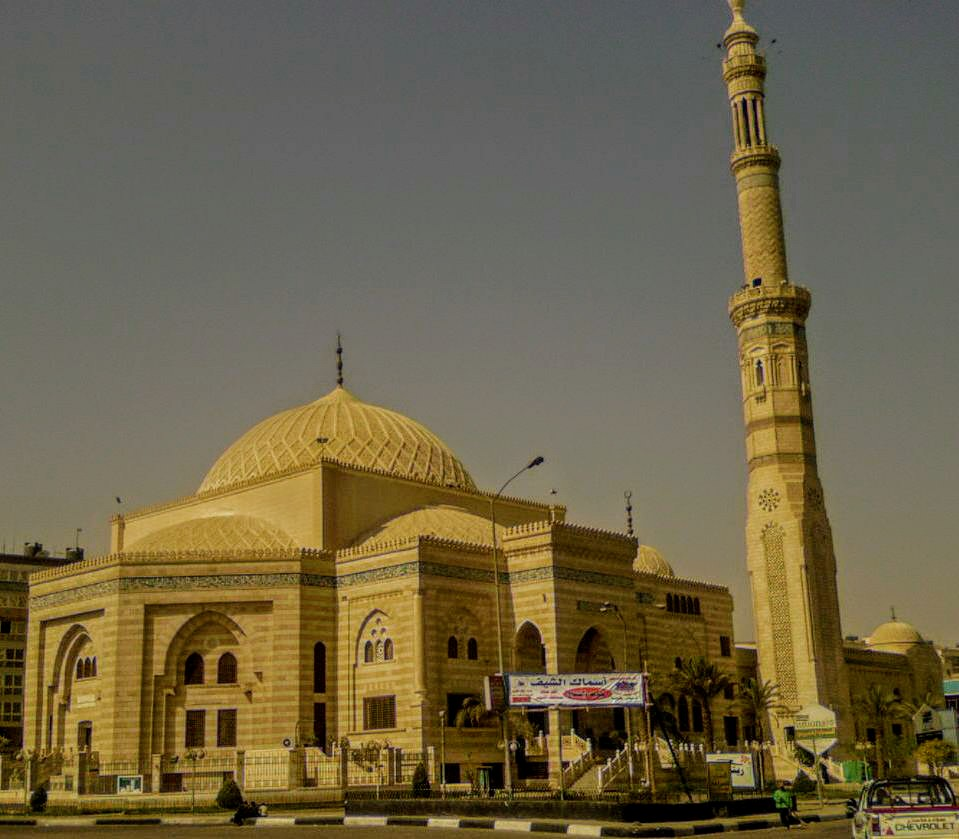
Al-Hosary Moschee
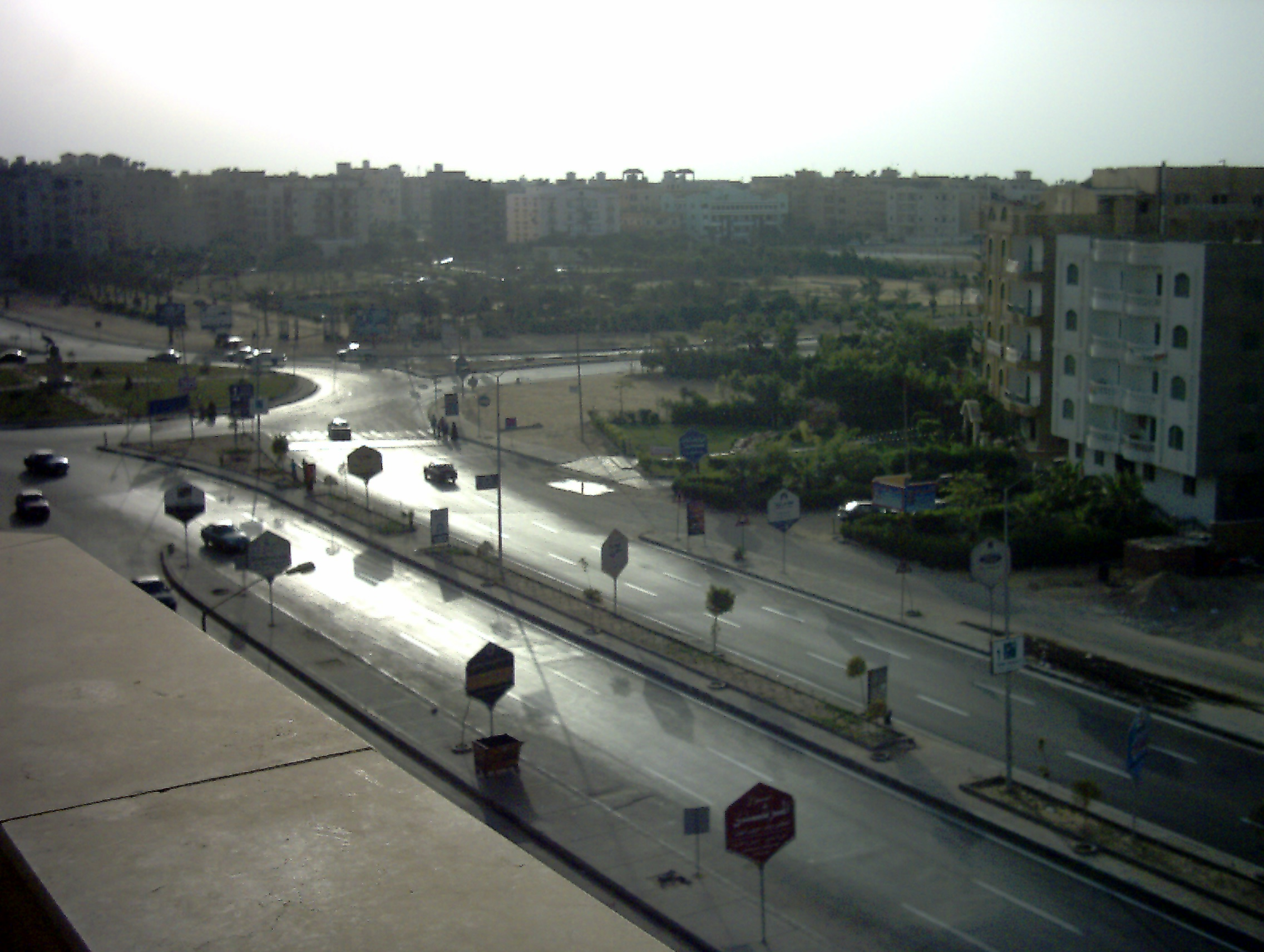